# Шпиндлерув Млин
Шпиндлерув Млин (чеш. Špindlerův Mlýn) град је у Чешкој Републици, у оквиру управне јединице Краловехрадечки крај, где припада округу Трутнов.
Налази се на планинском венцу Крконоше. Име је добио по млину који је припадао породици Шпиндлер.
Шпиндлерув Млин је познати зимски центар са капацитетом од 10.000 кревета и 20 ски-стаза. 
У њему се одржавају трке Европа купа и Светског купа у алпском скијању, као и такмичења у сноуборду. 